# میشل فراچی-پوری
میشل فراچی-پوری (به فرانسوی: Michel Ferracci-Porri) نویسنده قرن بیستم میلادی اهل فرانسه است.